# 坡內坑 (新北市)
坡內坑，是臺灣新北市樹林區的一個地名，位於該區中部偏北。以行政區而言，範圍大致為坡內里不含東北部。

## 歷史
台灣清治末期至日治初期，坡內坑地區為一街庄，稱為「坡內坑庄」，隸屬於海山堡。該庄西北與塔藔坑庄為鄰，東北及東與獇仔藔庄、潭底庄為鄰，東南邊一小段與彭福庄為界，西南邊為山仔腳庄。
1901年（日治明治三十四年）11月，該庄隸屬於桃園廳，編入第十七區。1905年（明治三十八年）7月，第十七區改稱「樹林區」。1920年（大正九年），該庄改制為「彭福」大字，隸屬於臺北州海山郡鶯歌庄。1940年，鶯歌庄升格為鶯歌街。
戰後鶯歌街改制為鶯歌鎮，隸屬於臺北縣，大字亦改制為里。1946年8月，鶯歌、樹林分治，本地區改隸屬新成立的樹林鎮。2010年12月，臺北縣升格為新北市，樹林鎮改制為樹林區。

## 交通
鄉道北87線（備內街）為坡內坑至彭厝的道路，也是本地區主要連絡道路。